# ВЕС Боркум-Рифгрунд 2
ВЕС Боркум-Рифгрунд 2 – німецька офшорна вітроелектростанція, введення якої в експлуатацію заплановане у 2019 році. 
Місце для розміщення ВЕС обрали в Північному морі у 54 км від узбережжя країни та у 34 км на північ від острова Боркум (один із Фризьких островів). Спорудження 36 фундаментів монопального типу (включаючи встановлення перехідних елементів, до яких кріпляться башти вітрових агрегатів) розпочне у 2018-му судно Vole Au Vent. Перед тим влітку 2017 зайнялось облаштуванням захисту цих майбутніх споруд від розмиву каменеукладальне судно Simon Stevin, яке завантажувалось продукцією норвезьких та нідерландських кар’єрів.  Ще 20 основ виконають за кесонною технологією (suction bucket). Кожна матиме три опори, котрі заглиблюватимуться у морське дно шляхом відкачування водно-ґрунтової суміші потужними насосами.
Контракт на монтаж вітрових турбін уклали з компанією Fred. Olsen Windcarrier. У 2018 році цими роботами має зайнятись одне з її спеціалізованих суден – Bold Tern або Brave Tern.
Гратчату опорну основу офшорної трансформаторної підстанції (її «джекет») вагою 1700 тон встановив у липні 2017-го плавучий кран Hermod. Весною 2018 року він же повинен змонтувати надбудову з обладнанням («топсайд») вагою 2500 тон.
Далі продукція ВЕС через два кабелі довжиною по 30 км подаватиметься на вузлову офшорну підстанцію DolWin gamma яка перетворюватиме змінний струм у прямий для транспортування на берег за допомогою технології HVDC (лінії постійного струму високої напруги). 
Станція складатиметься з 56 вітрових турбін данської компанії  Vestas типу V164/8000 одиничною потужністю 8 МВт та діаметром ротора 164 метри, які встановлять в районі з глибинами моря біля 25 метрів.
Реалізацію проекту розпочала данська енергетична компанія DONG, яка влітку 2017-го домовилась про продаж 50% участі фонду Global Infrastructure Partners (GIP).